# A Piano: The Collection
A Piano: The Collection es un box set recopilatorio compuesto de cinco CD publicado para conmemorar los 15 años como artista solista en EE. UU. de la pianista y compositora Tori Amos. Publicado el 26 de septiembre de 2006 por Rhino Records como parte del contrato que Amos negociaba con Warner Bros. El pack consta de clásicos, rarezas, demos, caras b y un número de canciones no publicadas de las sesiones de grabación de los álbumes.
Presentado en un pack especial que intenta asemejarse al teclado de un piano (enlace roto disponible en Internet Archive; véase el historial, la primera versión y la última)., el recopilatorio se lanzó en diferentes fechas:
1. Septiembre de 2006
2. Octubre de 2006

## Descripción del pack
El primer disco de la compilación incluye una versión extendida del disco début de 1992, Little Earthquakes. La grabación original no solo tiene un orden de canciones diferentes y remixes alternativos sino que también incluye sus cuatro caras b originales — «Upside down» y «Sweet dreams», y un mix alternativo de «Flying duchtman» y «Take to the sky» — así como el anteriormente no publicado, ni editado sencillo «Crucify» en su versión remix.
Con música grabada entre 1994 y 1996, el segundo disco incluye canciones de Under the pink y Boys for Pele. Las 18 canciones originales y remixadas de los cortes de los álbumes con las caras b «Honey» y «Professional widow» grabadas en directo. También incluye «Take me with you» — música grabada en 1990, con letras y voces acabadas en 2006.
El tercer disco también contiene material del disco Boys for Pele, pero también de To Venus and back y Tales of a Librarian: A Tori Amos Collection. Las 15 canciones muestran material original y remixado de las canciones de los álbumes, así como «Hey Jupiter» (Dakota version) y «Professional widow» (Armand's Star Trunk Funkin’ Mix). También está incluida «Walk to Dublin» (Sucker reprise) — grabada en 1995 en las sesiones de grabación de Boys for Pele.
From the Choirgirl Hotel (1998), Scarlet's walk (2002) and The beekeeper (2005) forman parte del cuarto disco que contiene 15 canciones incluyendo originales y versiones remixadas de las canciones incluidas en los álbumes. También se puede escuchar la introducción de la canción «Marys of the sea» — de The beekeeper —, así como cuatro canciones no publicadas anteriormente: «Not David Bowie» — grabada en 2004 para The beekeeper — «Ode to my clothes»  — grabada en 2001 entre las grabaciones de Strange little girls  — «Dolphin song» — grabada en 2003 aparentemente durante las sesiones para Tales of a librarian — y la canción mito «Zero point»  — grabada en 1999 para To Venus and back — la cual Amos ha mencionado en entrevistas así como en el libreto de To Venus and back. En las palabras de agradecimiento de A piano, Amos escribe:

«Algunas canciones parecen tener un tiempo en el que querer estar acabadas y mostradas al mundo. Al mismo tiempo en el que trabajábamos en «Dolphin song», tenía toda clase de ideas sobre su desarrollo después de que se hubiera terminado la lista de canciones. En vez de eso se apartó por un tiempo. Pero una vez que pasamos sobre la librería de canciones volvimos a sacar Dolphin, y me di cuenta de que no se necesitaba regrabar nada más; estaba terminada».
Tori Amos, A Piano: The Collection

El último disco contiene 22 canciones, mostrando una serie de caras b renovadase incluye el exclusivo lanzamiento digital «Merman» de 1999 — «Merman» aparecería después en No Boundaries: A Benefit for the Kosovar Refugees. También incluye populares caras b como «Cooling», «Purple people», «Bachelorette», y «Here. In my head» y la exclusiva «Peeping Tommi» — grabada en 1993 para Under the Pink. Amos invita a los oyentes de su música a entrar en el proceso artístico con un popurrí de demos de las canciones «Fire-Eater’s wife / Beauty queen», «Playboy mommy» and «A sorta fairytale».

«Normalmente soy algo reticente a exponer el desarrollo del proceso musical... El demo popurrí fue una elección que hice para que así otros compositores pudieran sentir afinidad con la idead de que los compositores tienen que esforzarse y no aceptar la primera inspiración que se te presenta. Cada una de esas tres canciones son presentadas aquí bajo su forma completa en algún lugar del pack así que puedes ver desde el concepto al desarrollo».
Tori Amos, A Piano: The Collection

## Lista de temas

### Disc A (440 Hz)
Todas las canciones escritas y compuestas por Tori Amos. 
| Little earthquakes extended |                                            |          |  |
| N.º                         | Título                                     | Duración |  |
| 1.                          | «Leather» (Alternate Mix)                  | 3:12     |  |
| 2.                          | «Precious Things» (Alternate Mix)          | 4:30     |  |
| 3.                          | «Silent All These Years» (Remastered)      | 4:12     |  |
| 4.                          | «Upside Down» (Remastered)                 | 4:22     |  |
| 5.                          | «Crucify» (Unedited Single Version)        | 4:27     |  |
| 6.                          | «Happy Phantom» (Remastered)               | 3:15     |  |
| 7.                          | «Me and a Gun» (Remastered)                | 3:43     |  |
| 8.                          | «Flying Dutchman» (Alternate Mix)          | 6:29     |  |
| 9.                          | «Girl» (Remastered)                        | 4:08     |  |
| 10.                         | «Winter» (Remastered)                      | 5:43     |  |
| 11.                         | «Take to the Sky (Russia)» (Alternate Mix) | 4:18     |  |
| 12.                         | «Tear in Your Hand» (Remastered)           | 4:42     |  |
| 13.                         | «China» (Remastered)                       | 4:59     |  |
| 14.                         | «Sweet Dreams» (Remastered)                | 3:28     |  |
| 15.                         | «Mother» (Alternate Mix)                   | 7:01     |  |
| 16.                         | «Little Earthquakes» (Remastered)          | 6:54     |  |

### Disco B (493.88 Hz)
Todas las canciones escritas y compuestas por Tori Amos. 
| Pink y Pele |                                                                |          |  |
| N.º         | Título                                                         | Duración |  |
| 1.          | «Cornflake Girl» (Remastered)                                  | 5:06     |  |
| 2.          | «Honey» (Remastered)                                           | 3:42     |  |
| 3.          | «Take Me with You»                                             | 4:40     |  |
| 4.          | «Baker Baker» (Alternate Mix)                                  | 3:25     |  |
| 5.          | «The Waitress» (Alternate Mix)                                 | 3:07     |  |
| 6.          | «Pretty Good Year» (Remastered)                                | 3:20     |  |
| 7.          | «God» (Remastered)                                             | 3:54     |  |
| 8.          | «Cloud on My Tongue» (Remastered)                              | 4:36     |  |
| 9.          | «Past the Mission» (Alternate Mix)                             | 4:06     |  |
| 10.         | «Bells for Her» (Remastered)                                   | 5:17     |  |
| 11.         | «Yes, Anastasia» (Alternate Mix)                               | 9:21     |  |
| 12.         | «Blood Roses» (Remastered)                                     | 3:55     |  |
| 13.         | «Mr. Zebra» (Remastered)                                       | 1:05     |  |
| 14.         | «Caught a Lite Sneeze» (Alternate Mix)                         | 4:24     |  |
| 15.         | «Professional Widow» (Merry Widow Version – Live) (Remastered) | 4:03     |  |
| 16.         | «Beauty Queen/Horses» (Remastered)                             | 5:56     |  |
| 17.         | «Father Lucifer» (Remastered)                                  | 3:40     |  |
| 18.         | «Marianne» (Remastered)                                        | 4:09     |  |

### Disco C (523.25 Hz)
Todas las canciones escritas y compuestas por Tori Amos. 
| Pele, Venus y Tales |                                                                     |          |  |
| N.º                 | Título                                                              | Duración |  |
| 1.                  | «Walk to Dublin (Sucker Reprise)»                                   | 5:25     |  |
| 2.                  | «Hey Jupiter» (Dakota Version) (Remastered)                         | 6:03     |  |
| 3.                  | «Professional Widow» (Armand's Star Trunk Funkin' Mix) (Remastered) | 3:47     |  |
| 4.                  | «Putting the Damage On» (Remastered)                                | 5:07     |  |
| 5.                  | «Bliss» (Remixed Version)                                           | 3:41     |  |
| 6.                  | «Suede» (Remastered)                                                | 4:58     |  |
| 7.                  | «Glory of the 80’s» (Remastered)                                    | 4:05     |  |
| 8.                  | «1000 Oceans» (Remastered)                                          | 4:18     |  |
| 9.                  | «Concertina» (Single Remix Version)                                 | 3:57     |  |
| 10.                 | «Lust» (Remastered)                                                 | 3:51     |  |
| 11.                 | «Datura» (Remastered)                                               | 8:26     |  |
| 12.                 | «Sugar» (Live from Soundcheck) (Remastered)                         | 5:10     |  |
| 13.                 | «The Waitress» (Live) (Remastered)                                  | 9:49     |  |
| 14.                 | «Snow Cherries from France» (Remastered)                            | 2:55     |  |
| 15.                 | «Doughnut Song» (Remixed Version)                                   | 4:21     |  |

### Disco D (587.33 Hz)
Todas las canciones escritas y compuestas por Tori Amos. 
| Choirgirl, Scarlet, Beekeeper |                                       |          |  |
| N.º                           | Título                                | Duración |  |
| 1.                            | «A Sorta Fairytale» (Remastered)      | 5:30     |  |
| 2.                            | «Not David Bowie»                     | 3:55     |  |
| 3.                            | «Amber Waves» (Remastered)            | 3:40     |  |
| 4.                            | «i i e e e» (Remixed Version)         | 4:09     |  |
| 5.                            | «Playboy Mommy» (Remixed Version)     | 4:07     |  |
| 6.                            | «The Beekeeper» (Remastered)          | 6:51     |  |
| 7.                            | «Jackie’s Strength» (Remixed Version) | 4:26     |  |
| 8.                            | «Zero Point»                          | 8:55     |  |
| 9.                            | «Sweet the Sting» (Remastered)        | 4:17     |  |
| 10.                           | «Ode to My Clothes»                   | 2:04     |  |
| 11.                           | «Spark» (Remastered)                  | 4:14     |  |
| 12.                           | «Intro Jam and Marys of the Sea»      | 8:55     |  |
| 13.                           | «Cruel» (Remixed Version)             | 4:06     |  |
| 14.                           | «Dolphin Song»                        | 5:53     |  |
| 15.                           | «Gold Dust» (Remastered)              | 5:53     |  |

### Disco E (659.26 Hz)
Todas las canciones escritas y compuestas por Tori Amos. 
| CD bonus de Caras-b |                                                     |          |  |
| N.º                 | Título                                              | Duración |  |
| 1.                  | «The Pool» (Remastered)                             | 2:52     |  |
| 2.                  | «Never Seen Blue» (Remastered)                      | 3:38     |  |
| 3.                  | «Daisy Dead Petals» (Remastered)                    | 3:03     |  |
| 4.                  | «Beulah Land» (Remastered)                          | 2:57     |  |
| 5.                  | «Sugar» (Remastered)                                | 4:27     |  |
| 6.                  | «Cooling» (Remastered)                              | 4:39     |  |
| 7.                  | «Bachelorette» (Remastered)                         | 3:34     |  |
| 8.                  | «Black Swan» (Remastered)                           | 4:01     |  |
| 9.                  | «Mary» (Tales Version) (Remastered)                 | 4:42     |  |
| 10.                 | «Peeping Tommi»                                     | 4:19     |  |
| 11.                 | «Toodles Mr. Jim» (Remastered)                      | 2:49     |  |
| 12.                 | «Fire-Eater’s Wife / Beauty Queen» (Demo)           | 3:11     |  |
| 13.                 | «Playboy Mommy» (Demo)                              | 1:34     |  |
| 14.                 | «A Sorta Fairytale» (Demo)                          | 3:09     |  |
| 15.                 | «This Old Man» (Remastered)                         | 1:44     |  |
| 16.                 | «Purple People» (Live from Soundcheck) (Remastered) | 4:12     |  |
| 17.                 | «Here. In My Head» (Remastered)                     | 3:52     |  |
| 18.                 | «Hungarian Wedding Song» (Remastered)               | 1:01     |  |
| 19.                 | «Merman» (Remastered)                               | 3:46     |  |
| 20.                 | «Sister Janet» (Remastered)                         | 4:00     |  |
| 21.                 | «Home on the Range» (Cherokee Edition) (Remastered) | 5:22     |  |
| 22.                 | «Frog on My Toe» (Remastered)                       | 3:42     |  |

## Errores de imprenta
En la lista de temas se puede ver «Purple people» en la cara B del sencillo Spark, sin embargo la canción que se incluye aquí es la grabada durante la prueba de sonido que se puede escuchar en To Venus and back.
También, la versión de «Take to the sky» que podemos escuchar aquí es diferente a la mezcla que se publicó como cara B del EP Winter. La mezcla alternativa se diferencia en que no tiene un coro de voces en el segundo estribillo o durante el final de la canción.